# Clardeluna
Clardeluna, ou Clardeluno est le nom de plume de Jeanne Léa Théodora Barthès, née le 11 janvier 1898 à Cazedarnes dans l'Hérault et décédée le 11 décembre 1972 dans cette même commune. Elle a été une poétesse, autrice de pièces de théâtre de langue occitane (languedocienne) ainsi que cofondatrice et animatrice de l'Escolo Trencavel au sein de laquelle se développa la revue Trencavel(1937-1944). Au-delà de la littérature en langue d'oc, elle s'efforça de préserver voire de faire revivre la culture du pays dans la danse, le théâtre, le chant, .. par exemple avec le Groupe du Sourire Cazadarnol (1953-1965). Son œuvre la Nèit d'estiu a été adaptée au théâtre. Elle fut réadaptée par Claude Alranq et représentée par le théâtre de la Rampa en 1998 à l'occasion du centenaire de la naissance de l'autrice.
En 1941, elle est élue Majorale du Félibrige, une association œuvrant à la sauvegarde de la langue et de la culture occitane. Elle est la première femme à accéder à ce titre. La Société archéologique, scientifique et littéraire de Béziers, dont elle fut lauréate des concours de poésie mais aussi membre, a publié son éloge (Hommage à Jeanne Barthès, Jean Vinas, S.A.S.L.B., 1972.) 
Le 25 avril 2010, l’Escolo Trencavel rendit un hommage fort et percutant à Jeanne Barthès en inaugurant son buste au plateau des poètes de BEZIERS 
La médiathèque de Cazedarnes, qui porte son nom, pour le 50e anniversaire de sa disparition, a suscité  en décembre 2022 la publication d'un dossier documentaire (Clardeluno, poétesse de Cazedarnes, 1898-1972) disponible en ses murs.                    

## Œuvres principales
- Poésies:
  - Escriveta, 1926.
  - L'imagier, 1927.
  - Lou miral magic, 1968.
  - Lou miral del temps, 1968.
  - Al païs estrange, 1968.
  - Lou camin esquerre : lou miral ancian, 1974.
- Théâtre:
  - Las gentilhos, 1928.
  - En velhant lou mort, 1933.
  - Las loufos frejos, 1933.
  - La neit d'estiu, 1938.
  - Lous emmascoments e lous sounges, 1930.

## Pour approfondir